# Thalassoma hebraicum
Thalassoma hebraicum là một loài cá biển thuộc chi Thalassoma trong họ Cá bàng chài. Loài này được mô tả lần đầu tiên vào năm 1801.

## Từ nguyên
Từ định danh hebraicum dịch ra có nghĩa là "tiếng Hebrew", hàm ý đề cập đến các vệt sọc xanh trên má của loài này, được cho là giống với các chữ cái trong bảng chữ cái của tiếng Hebrew.

## Phạm vi phân bố và môi trường sống
T. hebraicum có phạm vi phân bố rộng rãi ở Ấn Độ Dương. Loài này được ghi nhận dọc theo bờ biển Đông Phi, từ Somalia trải dài đến Nam Phi, bao gồm Madagascar và các đảo quốc, bãi ngầm xung quanh, về phía đông đến Lakshadweep, Maldives, Sri Lanka và quần đảo Chagos.
T. hebraicum sống gần các rạn san hô ngoài biển khơi và trong các đầm phá ở độ sâu đến 30 m.

## Mô tả
T. hebraicum có chiều dài cơ thể tối đa được ghi nhận là 23 cm. Đầu có màu nâu da cam, ngoại trừ vùng mõm và quanh mắt có màu xanh lục lam. Nhiều vệt sọc màu xanh lam tỏa ra từ sau mắt. Phía sau đầu có một dải hẹp màu vàng tươi. Thân có màu xanh lục lam với nhiều vạch sọc đứng màu vàng và xanh lam. Cuống đuôi có màu lam thẫm. Vây đuôi lõm sâu, hình cánh nhạn.
Số gai ở vây lưng: 8; Số tia vây ở vây lưng: 13; Số gai ở vây hậu môn: 3; Số tia vây ở vây hậu môn: 11.

## Sinh thái và hành vi
Thức ăn của T. hebraicum có lẽ là các loài thủy sinh không xương sống như những loài cùng chi, cũng như việc sinh sản theo nhóm lớn.
Loài này được đánh bắt nhằm mục đích buôn bán cá cảnh, và cũng được xem là một loài hải sản.